# Anémie aplasique
 Mise en garde médicale
L'anémie aplasique (ou aplastique) désigne une atteinte de la moelle osseuse, où la fabrication des cellules du sang (globules rouges, globules blancs et plaquettes) est très diminuée, en raison d'une destruction des cellules précurseurs dans la moelle osseuse. Il en résulte un manque de toutes ces cellules du sang. Le terme « anémie » est en fait trompeur : il ne s'agit pas seulement d'un manque de globules rouges, mais bien de toutes les cellules du sang.

## Causes
De nombreux facteurs sont connus pour pouvoir déclencher une anémie aplasique, même si on ne connaît pas toujours le mécanisme exact. D'autres facteurs sont suspectés de jouer un rôle dans le déclenchement de cette maladie, sans qu'on puisse en être sûr actuellement. Chez un nombre important de patients, aucune étiologie précise n'est identifiée, même si un mécanisme auto-immun est probablement toujours impliqué.
L'anémie aplasique, relativement fréquente, peut être secondaire et due :
- soit à un agent myélotoxique,
- soit à une cause immuno-allergique.
- soit à une anomalie constitutionnelle de la moelle, possiblement génétique

### Agents myélotoxiques
De nature très diverse, ils ont en commun :
- la constance de leur effet, quel que soit le sujet exposé,
- la proportionnalité entre l'effet myélotoxique et la dose,
- et la proportionnalité de l'effet avec la durée d'exposition.

On peut grouper ici :
1. Les radiations ionisantes (R.X., isotopes, explosifs nucléaires).
L'anémie aplasique se développe parfois avec un grand retard sur l'exposition (20 ans après Hiroshima). Elle est souvent associée à un ensemble complexe de symptômes de dépérissement progressif (wasting disease) : chute des cheveux, diarrhée chronique, cachexie. Elle se transforme facilement en leucémie aiguë.
2. Les médicaments antiblastiques utilisés dans les traitements de cancers : moutardes azotées, uréthane, amethoptérine, 6-mercaptopurine, myleran, etc. L'anémie aplasique est une complication du traitement des affections malignes (leucémies, cancers) par ces drogues.
3. Le benzène et ses dérivés. Le benzène (ou benzol) est (était?) utilisé comme solvant organique dans l'industrie chimique, comme additif de l'essence de voiture et comme dégraissant de pièces mécaniques. Il peut être responsable en tant que polluant, notamment en Chine[2].
4. La phénacétine était un médicament vendu sans prescription utilisé comme analgésique. Il a été retiré de la vente pour ses effets secondaires (insuffisance rénale, anémie aplasique) dans l'Union Européenne.

### Causes immuno-allergiques
Ils se caractérisent par :
- le caractère imprévisible de leur toxicité : non toxique pour la plupart des personnes et, souvent d'un emploi courant en médecine, ils se révèlent extrêmement dangereux chez certains sujets ;
- l'absence de rapport entre la dose et l'effet idiosyncrasique : quelquefois une seule exposition peut être fatale ;
- l'absence de rapport entre l'effet et la durée d'exposition : dans certains cas, l'aplasie médullaire se développe soudain après une longue période d'exposition apparemment bien tolérée; dans d'autres cas, elle peut apparaître insidieusement, longtemps après la fin de l'exposition ou à l'occasion d'une réexposition.
- une réponse à un traitement immunosuppresseur.

Les principaux agents à action idiosyncrasique sont :
1. certains agents anti-microbiens
  1. Le chloramphénicol (choromycétine), cet antibiotique a donné des preuves suffisantes de ses propriétés aplasiantes pour qu'il soit retiré du marché (sous forme per os) dans l'Union Européenne : les accidents sont rares (environ 0,1 %) mais presque toujours mortels.
  2. À titre de très grande rareté, des aplasies dues aux sulfamidés, aux tétracyclines et à la streptomycine ont été signalées.
2. les antiépileptiques dont la mésantoïne,
3. les antithyroïdiens : ceux-ci donnent plus volontiers de l'agranulocytose qu'une pancytopénie,
4. les antihistaminiques (rarement),
5. les insecticides,
6. les sels d'or : l'agranulocytose est plus fréquente que l'aplasie complète,
7. exceptionnellement des substances diverses comme : la trinitrine, la phénylbutazone, la chlorpromazine, le méprobamate, les sels de bismuth et de mercure, l'argent colloïdal, le tétrachlorure de carbone, les teintures de cheveux.

Souvent aucun agent n'est identifié mais la coexistence d'une maladie immunologique en fait suspecter fortement le mécanisme, de même que leur survenue chez les porteurs de certains grouped HLA.

### Aplasies constitutionnelles
Une anémie aplasique est décrite au cours de plusieurs maladies génétiques : anémie de Fanconi, dyskératose congénitale... Ces causes sont rares et seuls 5 % des anémie aplasiques de l'enfant ont un facteur génétique retrouvé.
la cause de l'anémie aplasique n'est parfois pas identifiée. Dans ces cas, 3 suppositions sont possibles :
1. Il peut s'agir d'une exposition à un agent idiosyncrasique ou régulièrement toxique, inconnu, insoupçonné ou oublié (puisque certains de ces agents agissent à retardement).
2. Il peut s'agir d'une auto-immunisation contre le tissu hématopoïétique. Cette dernière étiologie est de plus en plus fréquemment envisagée depuis qu'existe l'anémie hémolytique auto-immunitaire héréditaire par tumeur du thymus chez la souris et que des cas de tumeur thymique humaine avec anémie aplasique ont été rapportés.
3. Une autre possibilité peut mettre en cause un ou plusieurs virus, un gène non identifié...

Pour les anémies aplasiques dites « primitives » (dont on ne sait pas la cause exacte), un traitement possible est la greffe de moelle osseuse.

## Symptômes et évolution
Le début est généralement insidieux et se marque par de la fatigue et de la pâleur (précession de l'anémie). Des infections (gingivites, angines, infections respiratoires, septicémie) et hémorragies (gingivorragies, épistaxis, hématémèses, purpura, hém. cérébrales) prennent une importance croissante et finissent par emporter le malade. Ce stade final constitue un syndrome appelé l'aleucémie de Frank.
La rate est assez souvent palpable sans être grande. On l'attribue généralement à un certain raccourcissement de la vie globulaire moyenne qui entraîne un surcroit de travail pour le SRE.
L'évolution est imprévisible mais la mortalité dépasse 50 %. Le pronostic serait moins sombre pour les cas à étiologie connue, où il est possible d'arrêter l'exposition à l'agent causal. On a voulu aussi distinguer des cas aigus, généralement mortels en moins d'un an, et des formes plus chroniques dont le taux de mortalité serait moins élevé.
La transformation en leucémie aiguë est possible.

## Diagnostic
L'hémogramme montre une anémie. Le caractère aplasique de cette dernière est démontré par la réalisation d'un myélogramme montrant une moelle pauvre en cellule. Une biopsie médullaire peut être faite afin de mieux en cerner les caractéristiques.

## Traitement

### Suppression de l'agent causal
La suppression d'une exposition aux radiations ionisantes ou à l'agent toxique incriminé paraît évidemment indispensable mais on doit se faire peu d'illusions quant à l'efficacité de cette mesure thérapeutique. On[Qui ?] a signalé quelques succès après ablation d'une tumeur du thymus.

### Thérapeutique substitutive

#### Transfusions de sang
Indispensables dans les cas graves, les transfusions sanguines devraient être espacées tant que possible. Les transfusions sanguines répétées, outre leur coût, comportent un certain nombre d'inconvénients d'ordre médical.
- Elles ont un effet inhibiteur sur l'érythropoïèse déjà déficitaire, en enlevant à la moelle le stimulus de l'hypoxie. De ce fait, il devient impossible de cesser cette thérapeutique substitutive une fois qu'elle a été instaurée et on se voit rapidement obligé de multiplier la fréquence des transfusions.
- Il y a le risque cumulatif de transmission virale.
- On peut s'attendre, au bout d'un certain nombre de transfusions, à voir surgir une immunisation contre les antigènes des globules de certains donneurs ainsi que contre certaines protéines sériques (notamment les immunoglobulines et les lipoprotéines de basse densité qui sont l'objet d'un polymorphisme génétique complexe) : d'où le risque d'accidents transfusionnels.
- Enfin il y a la perspective inévitable de créer à longue échéance une hémochromatose transfusionnelle. Celle-ci à son tour apporte un frein à l’érythropoïèse et surtout elle fragilise le malade à toutes les causes de collapsus circulatoire. Cet hémochromatose secondaire est justiciable d'un traitement prophylactique à la desferrioxamine (Desferal). Ces remarques sur les inconvénients de la transfusion sanguine sont valables pour toutes les anémies chroniques réfractaires (an. sidéro-achestiques, thalassémie, etc.).

#### Traitement des complications infectieuses
Aucune thérapeutique substitutive ne remédie de façon valable à la granulocytopénie, si ce n'est l'antibiothérapie :
- pour la prophylaxie des infections la préférence va à la pénicilline ;
- pour le traitement d'une infection constituée il faudra commencer par la pénicilline et/ou les tétracyclines, et ensuite se fier à l'antibiogramme. En cas d'anémie aplasique sont notablement fréquentes des infections générales à des germes normalement inoffensifs[réf. souhaitée] : Monilias, Pseudomonas.

#### Traitement des complications hémorragiques
Le seul traitement valable consiste en une transfusion de plaquettes. (Voir les principes thérapeutiques des thrombocytopénies).

### Traitement médicamenteux
En règle, l'érythropoïétine (ou équivalents) est inefficace. L'eltrombopag, une thrombopoïétine, permet paradoxalement une régression partielle de l'anémie.
Il a été découvert que la testostérone, administrée à doses massives et de façon prolongée, permet d'obtenir dans un certain nombre de cas (50 %) d'anémie aplasique, une rémission hématologique que l'on peut parfois espérer définitive et qui portent sur les 3 lignées médullaires. Le mécanisme d'action de la testostérone reste obscur. Cette thérapeutique à dose massive entraîne inévitablement des effets virilisants majeurs chez l'enfant et la femme. Plus regrettable encore est l'arrêt de croissance provenant de la soudure prématurée des cartilages de conjugaison. La réponse hématologique, dans les cas où elle survient, met plusieurs mois à se développer et s'annonce par une lente montée du taux des réticulocytes.
Le traitement immunosuppresseur peut être tenté si une origine immuno-allergique est suspectée. Le sérum anti-lymphocytaire a, ainsi, une certaine efficacité chez l'enfant. En deuxième intention, l'alemtuzumab, anticorps monoclonal ciblant les lymphocytes, peut être employé.

### Greffe de moelle osseuse
La transplantation de moelle  peut être proposé dans les cas réfractaires chez les sujets jeunes. Les résultats sont excellents chez ces derniers, moins bons chez l'adulte. Du sang du cordon ombilical peut être utilisé chez l'enfant.